# IP-Delivery
IP-Delivery ist ein Verfahren zur serverseitigen Client-Weiterleitung. Bei dieser Methode basiert die Entscheidung, welcher Inhalt dem Client ausgeliefert wird, auf der IP-Adresse, die sich der HTTP-Anfrage des jeweiligen Zugriffs entnehmen lässt. 

## Verwendungszweck
IP-Delivery wird unter anderem verwendet, um Besuchern regionsbezogene Inhalte auszuliefern (Geotargeting) und um Anwendungen zum Benutzermanagement zu realisieren. Weiterhin ist IP-Delivery eine effektive Abwehrmaßnahme gegen automatisierten Inhaltsdiebstahl, so genannte Content Scraper. Hierfür werden bei mehrmaligen Zugriffen eines Content Scrapers die IP-Adressen ermittelt und für diese eine permanente 301 Weiterleitung auf einen unnützen Inhalt in der .htaccess Datei implementiert.

## Suchmaschinen-Spam
IP-Delivery ist bei allem positiven Nutzen ebenfalls ein effektives Mittel des Suchmaschinenspamming in Form von Cloaking. Hierbei wird IP-Delivery zur Erkennung der  Suchmaschinen-Crawlern verwendet. Den Webcrawlern der Suchmaschine wird dann eine andere Seite präsentiert, als den Besuchern. Allerdings ist auch diese Methode kein Allheilmittel für die Spammer, da Suchmaschinen wie Google ihre Zugriffe ständig über neue IP-Adressen durchführen.